# 清峯門継
清峯 門継（きよみね の かどつぐ）は、平安時代初期の貴族。氏は清岑とも記される。氏姓は竹田臣のち清峯宿禰、清峯朝臣。官位は従四位下・縫殿頭。

## 出自
清峯氏（清岑氏）は、阿倍氏の一族である竹田氏（竹田臣）の後裔氏族。

## 経歴
左京の人。弘仁4年（813年）一族5人と共に、竹田臣から清岑宿禰に改姓する（この時の位階は従八位下）。嵯峨天皇に重用されて、左衛門少尉に抜擢される。弘仁12年（821年）外従五位下・上野介に叙任され、翌弘仁13年（822年）右馬助に転じた。
淳和朝では昇進の機会がなかったが、天長10年（833年）仁明天皇の即位に伴い内位の従五位下に叙せられる。仁明朝では、駿河介・長門守・典薬頭・備後守・縫殿頭と内外の諸官を歴任した。またこの間、承和3年（836年）に宿禰から朝臣に改姓している。承和13年（846年）正五位下、承和15年（848年）従四位下と仁明朝末に昇進した。
のち、難波に隠居するが、斉衡2年（855年）閏4月7日に病により卒去。享年74。最終官位は散位従四位下。

## 人物
世俗の事柄に熟練して深く通じていたが、他に才学はなかったという。

## 官歴
『六国史』による。
- 時期不詳：従八位下
- 弘仁4年（813年） 正月16日：竹田臣から清岑宿禰に改姓
- 時期不詳：正六位上。左衛門少尉
- 弘仁12年（821年） 正月：外従五位下。4月：上野介
- 弘仁13年（822年） 日付不詳：右馬助
- 天長10年（833年） 3月6日：従五位下（内位）
- 承和元年（834年） 正月12日：駿河介
- 承和3年（836年） 4月：長門守。閏5月24日：宿禰から朝臣に改姓
- 承和4年（837年） 2月：典薬頭
- 承和8年（841年） 正月13日：備後守
- 承和10年（843年） 9月16日：縫殿頭
- 承和12年（845年） 正月7日：正五位下
- 承和15年（848年） 正月7日：従四位下
- 斉衡2年（855年） 閏4月7日：卒去（散位従四位下）